# 둥쭤빈

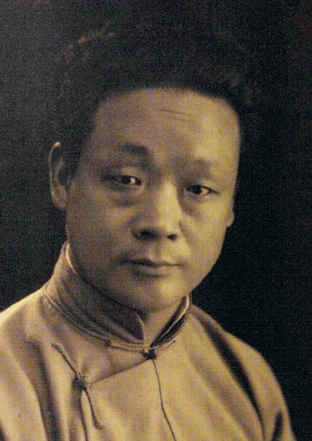

둥쭤빈(중국어: 董作賓, 동작빈, 1895년 ~ 1963년)은 갑골문자 연구로 유명한 중국의 고고학자이다.

## 저서
- 《갑골문단대연구례 甲骨文斷代硏究例》
- 《은력보 殷曆譜》

## 같이 보기
- 갑골문